# Rannersdorf an der Zaya
Rannersdorf an der Zaya ist eine Ortschaft und als Rannersdorf eine Katastralgemeinde der Gemeinde Hauskirchen im Bezirk Gänserndorf in Niederösterreich. Die Ortschaft hat 174 Einwohner (Stand 1. Jänner 2024). Bis Ende 1970 war Rannersdorf an der Zaya eine eigenständige Gemeinde.

## Geografie
Das am linken Ufer der Zaya befindliche Dorf liegt gegenüber von Prinzendorf, mit dem es über die Erdöl Straße  verbunden ist. Zur Ortschaft zählt auch die Lage Am Amasl.

## Geschichte
Durch die Ungarneinfälle der Jahre 1528 und 1687 wurde jeweils das gesamte Dorf in Brand gesetzt, wobei nur ein einziges Haus unversehrt blieb. Franz Xaver Schweickhardt nannte die Bauern als schwach bestiftet; hauptsächlich betrieben sie Acker- und Weinbau, als Viehweide dienten nur die Wiesen längs der Zaya.
Laut Adressbuch von Österreich waren im Jahr 1938 in der Ortsgemeinde Rannersdorf ein Gemeindegasthaus, ein Gemischtwarenhändler, eine Milchgenossenschaft, ein Müller, ein Schmied, ein Schuster und einige Landwirte ansässig.
Mit 1. Jänner 1971 wurden im Zuge der Niederösterreichischen Kommunalstrukturverbesserung die bis dahin selbständigen Gemeinden Rannersdorf an der Zaya und Prinzendorf an der Zaya nach Hauskirchen eingemeindet.